# Боны (финансы)

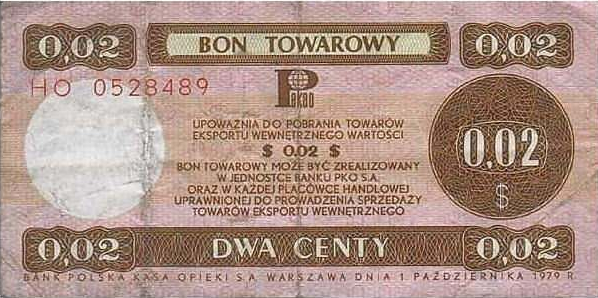
Польский бон

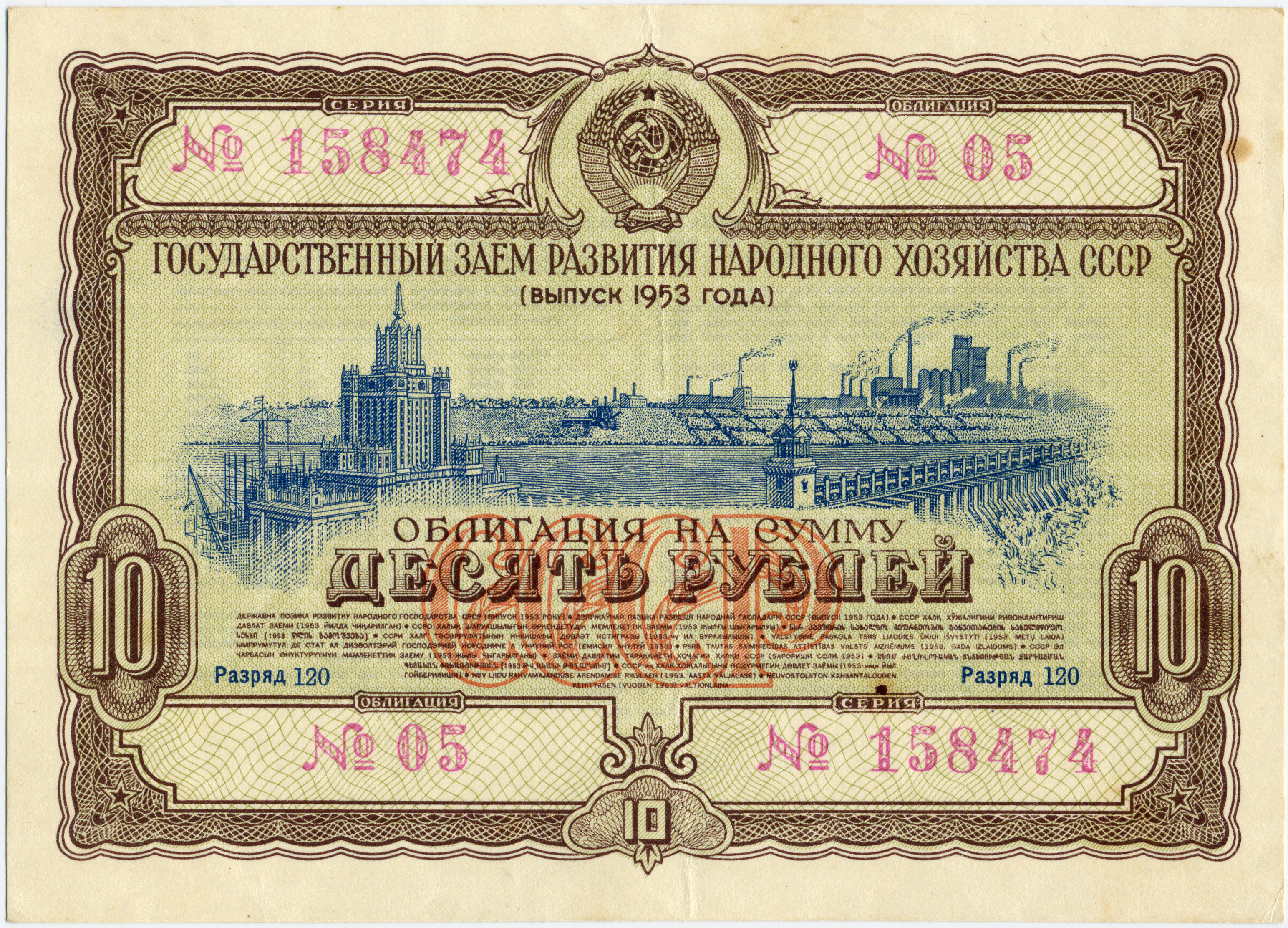
Облигация Государственного займа развития народного хозяйства СССР. 1953, аверс

Бо́ны (фр. bon pour; ед. ч. — бон или бона) — кредитные документы, дающие право на получение в оговоренный срок от определённого лица или компании определённых ценностей. Таким образом, предметом бона могут быть всякого рода ценности, то есть как предметы, предоставляемые в уплату натурою, напр. хлеб, мясо, табак и т. п., так и эквивалент их, деньги, причём в последнем случае сумма их, выраженная в этом документе, состоит по большей части из следуемого к уплате капитала вместе с причитающимися к сроку платежа процентами. Этот вид обязательственных документов получил особенно обширное применение во Франции, откуда и произошло его название.
Одно из современных значений термина — вышедшие из обращения бумажные деньги. Отсюда бонистика — коллекционирование бонов.
Боны могут изготавливаться как в виде бумажных и т. п. кредитных документов, так и в виде монетообразных металлических знаков.

## Боны государственного казначейства
Боны государственного казначейства (фр. Bons du Trésor) — означают ассигновки на государственное казначейство, то есть обязательства его, подписанные министром финансов, приносящие держателю процент и подлежащие уплате в сроки от 3 месяцев до 1 года с момента выпуска. Эти боны выдаются по большей части на предъявителя и котируются на бирже с момента их выпуска до наступления срока платежа. Количество % зависит от срока платежа и определяется министром финансов, который публикует об этом в Journal officiel. Максимумально разрешенное для выпуска количество Б. определяется ежегодно особым финансовым законом. Уплата по ним должна быть исполняема с величайшею точностью в назначенный срок, без всякой отсрочки или возобновления новым документом, кроме, понятно, согласия на то предъявителя. Неисполнение этого правила государственным казначейством влечет за собою значительный ущерб финансам государства, колебля доверие к нему общества, доказательством чего может служить происшедшая 1848 г. и вызвавшая сильные нападки на временное правительство отсрочка платежа по бонам на сумму 246 000 000 фр., срок коим истек в этом году. В случае неуплаты боны протестуются. Этого рода обязательства, представляющие для государственной казны весьма выгодное орудие платежа по необходимым расходам, не выжидая поступления податей и налогов, вошли в употребление с 1824 г. (закон 4 августа) под названием королевских бонов (фр. bons royaux), которое они сохранили до 1848 года, заменив собою прежние billets au comptant, billets de l’Epargne, billets de l’Etat и т. п. обязательства государственной казны, которые, как лишенные законодательной санкции, не могли обладать той солидностью и легкостью обращения, каковой отличаются нынешние боны государственной казны.
В Англии также существует система получения вперед государственных долгов посредством билетов казначейства, т. наз. Exchequer bills; так же поступают и в Бельгии.

## Боны монетные
Боны монетные (фр. Bons de monnaie) — обязательства, выдаваемые из монетных дворов взамен полученного золота или серебра с указанием металла, его веса, стоимости и суммы, следующей окончательно продавцу. Эти боны могут, смотря по желанию продавца, быть именными или на предъявителя. По теории Б. м. могут быть выдаваемы как взамен золота, так и серебра, но с тех пор, как державы, участвующие в монетном союзе, прекратили чеканку серебряной монеты (конвенция 5 ноября 1878), они могут быть получаемы частными лицами лишь за золото; металлы же, необходимые для выделки разменной монеты (биллона и серебряной монеты ниже 5-франкового достоинства), могут быть доставляемы лишь государством. Срок уплаты по такого рода Б-м обыкновенно определяется временем, необходимым для выделки монеты; так, напр., в парижском монетном дворе он считается в 8 дней, но в исключительных случаях срок этот продолжается, смотря по обстоятельствам.

## Боны почтовые
Боны почтовые — свидетельства, выдаваемые почтовыми бюро или отделениями взамен внесенных незначительных сумм и дающие право на немедленное получение такой же суммы во всяком отделении, принадлежащем к тому же управлению. Этого рода почтовые денежные переводы введены: в Англии с 1878, в британских индийских владениях — с 1882; во Франции в С.-Американских Соединенных Штатах — с 1883 и в Бельгии — с 1884. Стоимость их не может превышать: в Англии, в Британской Индии и Соединенных Штатах — 25 фр., во Франции — 20 фр. и в Бельгии — 10 фр.

## Боны ликвидационные
Боны ликвидационные (фр. Bons de liquidation) — обязательства, выданные во Франции в уплату за вред и убытки, понесенные во время франко-прусской войны и восстания Коммуны 18 марта 1871 г. городом Парижем, министром внутренних дел и министром финансов.

## Боны препоручительные
Боны препоручительные (фр. Bons de délé gation) — обязательства, выдаваемые подрядчиком на лицо или учреждение, подрядившее его в счет тех сумм, которые будут от них ему следовать после приема работ. Этого рода боны нашли особенно обширное применение при предпринимаемых в Париже с 1852 по 1870 г. громадных работах по устройству новых улиц и расширению старых, исполнение которых приняли на себя общества комиссионеров, обязанные за свой счет произвести требуемые для этих работ отчуждения; город же должен был уплатить им следуемые суммы по частям лишь после принятия известной части работ. В облегчение этих обществ им был разрешен перевод их долговых обязательств на городское управление посредством выпуска бонов не ниже 5000 фр. каждый, которые подлежали уплате со стороны последнего из сумм, следуемых обществам за работы и в сроки, назначенные для платежа этих сумм. Для того, чтобы сумма выпусков этих Б-в не могла превысить следуемой обществам цифры, они должны были быть визированы городским управлением.
Кроме вышеуказанных видов бонов, существует еще, особенно во Франции, немало разнообразных, преимущественно краткосрочных, долговых обязательств, носящих это название, как, напр., боны муниципальной кассы Парижа (фр. bons de la Caisse municipale da Paris), боны кассы работ Парижа (фр. bon s de la Caisse de travaux de Paris) и т. п.
В России термин этот нередко употребляется в финансовом мире, означая денежное обязательство, платёж по которому должен последовать немедленно после получения выдавшим его лицом следуемых ему от казны денег. Такого рода обязательства по большей части бывают в ходу при казённых подрядах и поставках; так, напр., во время последней русско-турецкой войны Товарищество по продовольствию действующей армии выдавало боны своим кредиторам впредь до получения от казны окончательного расчёта. По силе тогдашнего российского законодательства боны эти остаются лишь простыми обязательствами выдавшего их лица и не могут быть рассматриваемы, подобно вышеописанным препоручительным бонам, как перевод долга с подрядчика на подрядившего, так как на основании т. X, ч. I Св. Зак. Полож. о казен. подряд. и поставках, ст. 192, доколе подряд или поставка ещё не окончена, никакие об удержании следующих по тому подряду или поставке подрядчику или поставщику денежных выдач требования на покрытие каких-либо казённых или частных его долгов не могут быть удовлетворяемы, если сам подрядчик или поставщик не изъявил на сие письменного своего согласия.